# Iritech
Iritech S.p.A. era una società finanziaria italiana di venture capital, che assumeva partecipazioni finanziarie fino al 49% in imprese che operavano nel settore della tecnologia avanzata.

## Storia
Iritech nasce l'8 maggio 1987 a Roma, nell'ambito del gruppo IRI, con il compito di investire sulle aziende ad alto contenuto tecnologico ed innovativo. Nel 1992 viene ceduta a Finmeccanica. Nel 2006 è incorporata in Società Generale di Partecipazioni - So.Ge.Pa. S.p.A. (Finmeccanica, dal 2016 Leonardo-Finmeccanica).

## Partecipazioni assunte
- Ansaldo Fuel Cells
- Ansaldo Electric Drives
- Ansaldo Ricerche